# Deaflympics d'été de 1961
Les Deaflympics d'été de 1961, officiellement appelés les IX International Games of the Deaf, a lieu le 6 août 1961 au 10 août 1961 à Helsinki.
Ces Jeux rassemblent 613 athlètes de 24 pays. Ils participent à dix sports et treize disciplines qui regroupent un total de quatre-vingt-quinze épreuves officielles.

## Événement
Le nom de Deaflympics d'été entre 1924 et 1957 s'appelait l'International Silent Games et cette année, on changeait le nom en IX International Games of the Deaf.

## Sport

### Sports individuels
- Athlétisme
- Cyclisme sur la route
- Gymnastique artistique
- Lutte libre
- Lutte gréco-romaine
- Natation
- Tennis
- Tennis de table
- Plongeon
- Tir sportif

### Sports en équipe
- Basket-ball
- Football
- Water-polo

## Pays participants
On compte vingt-quatre pays participants : 
- Autriche
- Allemagne
- Belgique
- Bulgarie
- Canada
- Tchécoslovaquie
- Danemark
- France
- Finlande
- Royaume-Uni
- Hongrie
- Iran
- Italie
- Pays-Bas
- Nouvelle-Zélande
- Norvège
- Pologne
- Roumanie
- Union soviétique
- Suède
- Suisse
- Turquie
- États-Unis
- Yougoslavie

## Compétition

### La France aux Deaflympics
Il s'agit de sa 9e participation aux Deaflympics d'été. 11 athlètes français étaient venus pour concourir sous le drapeau français, et ils ont pu remporter deux médailles de bronze.